# Jeschiwat ha-Idra
Die Jeschiwat ha-Idra (aramäisch אִדְרָא; Treffpunkt von Kabbalaschülern) ist eine Jeschiwa in Chaspin (hebräisch חַסְפִּין) auf den südlichen Golanhöhen in Israel. Sie wurde durch Schlomo Goren gegründet. Zahlreiche seiner Schüler sind bekannt, darunter Benjamin Elon, Eli Ben-Dahan sowie Schmuel Elijahu.